# Grand Prix Pierre Le Doaré
Le Grand Prix Pierre Le Doaré est une ancienne course cycliste française, organisée de 1935 à 1969,.
Pierre Le Doaré est un coureur cycliste français né le 6 avril 1900 à Brest et mort le 7 novembre 1934 à Dinan, en activité de 1925 à 1931. 

## Palmarès
| Année | Vainqueur             | Deuxième         | Troisième             |
| ----- | --------------------- | ---------------- | --------------------- |
| 1935  | Pierre Saliou         | Jean Philip      | Jean Le Goff          |
| 1936  | Sezny Le Roux         | Jean Le Goff     | Jean Philip           |
| 1937  | Jean Le Goff          | Fañch Favé       | Mével                 |
| 1938  | François Goapper      | Jean Philip      | Hémery                |
| 1939  | Jean Fontenay         | Jean Sauzeat     | Lecossec              |
| 1946  | Oreste Beghetti       | Roger Pontet     | Roger Lambrecht       |
| 1947  | Guy Butteux           | Jean Sauzeat     | Sezny Le Roux         |
| 1948  | Roger Pontet          | Raymond Scardin  | Leroy                 |
| 1949  | André Ruffet          | Roger Mingot     | Oreste Beghetti       |
| 1950  | Raymond Scardin       | Lucien Le Guével | Félix Pansard         |
| 1951  | Félix Le Mer          | Jean Allain      | Raymond Scardin       |
| 1952  | René Beghetti         | Roger Pontet     | René Lepecheur        |
| 1954  | Francis Mercier       | Pierre Michel    | Manu Langlais         |
| 1955  | René Drouet           | Henri Gautier    | Roger Boscher         |
| 1956  | Yves Hamon            | Pierre Hamon     | C. Legras             |
| 1957  | Aubin Martial         | François Hamon   | Jean Claude Leigne    |
| 1958  | Michel Bellay         | Eugène Grosdoit  | Raymond Lorre         |
| 1959  | Alfred Chauvin        | René Pain        | René Georges          |
| 1960  | René Delamaire        | René Georges     | Roger Troadec         |
| 1961  | Paul Lemeteyer        | Norbert Esnault  | René Herbette         |
| 1962  | André Ruffet          | Désiré Letort    | Jean-Claude Leignel   |
| 1963  | Maurice Lavigne       | Durel            | H. Ramare             |
| 1964  | Raymond Guilbert      | Roger Citerin    | Jean-Claude Blanchet  |
| 1968  | Yves Ravaleu          | Yves Panaget     | Constantin Dumitrescu |
| 1969  | Constantin Dumitrescu | André Foucher    | Claude Mazeaud        |